# Luria tessellata
Luria tessellata is een slakkensoort uit de familie van de Cypraeidae. De wetenschappelijke naam van de soort is voor het eerst geldig gepubliceerd in 1822 door Swainson.